# Liste von Burgen, Schlössern und Festungen im Département Puy-de-Dôme
Die Liste von Burgen, Schlössern und Festungen im Département Puy-de-Dôme listet bestehende und abgegangene Anlagen im Département Puy-de-Dôme auf. Das Département zählt zur Region Auvergne-Rhône-Alpes in Frankreich.

Wappen des Départements Puy-de-Dôme (63)
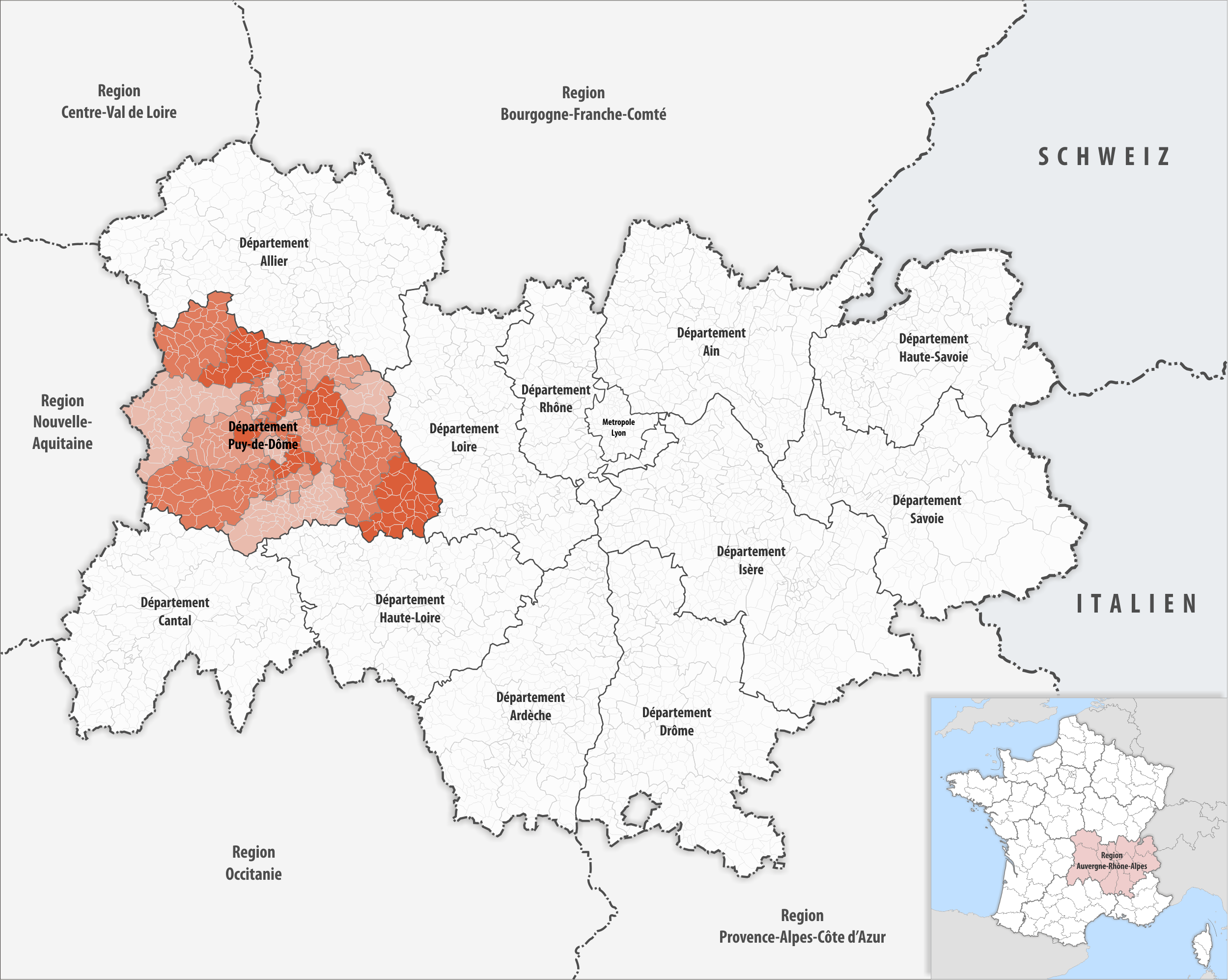
Lage des Départements Puy-de-Dôme in der Region Auvergne-Rhône-Alpes
Lage der Region Auvergne-Rhône-Alpes in Frankreich

## Liste
Bestand am 23. Dezember 2022: 139
| Name deu / fra                                                      | Gemeinde / Lage                      | Typ (Untertyp)          | Bemerkungen                                                        | Bild |
| ------------------------------------------------------------------- | ------------------------------------ | ----------------------- | ------------------------------------------------------------------ | ---- |
| Schloss Aulhat Château d'Aulhat                                     | Aulhat-Flat 45,571869° N, 3,31268° O | Schloss                 | Im Ortsteil Aulhat-Saint-Privat                                    |      |
| Schloss Aulteribe Château d'Aulteribe                               | Sermentizon 45,775122° N, 3,49881° O | Schloss                 |                                                                    |      |
| Burg Banson Château de Banson                                       | Combronde 45,974671° N, 3,079649° O  | Schloss                 | Ruine eines Turms                                                  |      |
| Schloss Barante Château de Barante                                  | Dorat 45,880278° N, 3,495556° O      | Schloss                 |                                                                    |      |
| Schloss Bardon Château de Bardon                                    | Riom                                 | Schloss                 |                                                                    |      |
| Schloss La Barge Château de la Barge                                | Courpière                            | Schloss                 |                                                                    |      |
| Schloss La Batisse Château de la Bâtisse                            | Chanonat                             | Schloss                 |                                                                    |      |
| Schloss Beaubois Château de Beaubois                                | Lezoux                               | Schloss                 |                                                                    |      |
| Schloss Beaurecueil Château de Beaurecueil                          | Nonette-Orsonnette                   | Schloss                 |                                                                    |      |
| Schloss Bellevue Château de Bellevue                                | Mur-sur-Allier                       | Schloss                 | Im Ortsteil Mezel                                                  |      |
| Schloss Beyssat Château de Beyssat                                  | Maringues                            | Schloss                 |                                                                    |      |
| Schloss Blanzat Château de Blanzat                                  | Blanzat                              | Schloss (Herrenhaus)    |                                                                    |      |
| Burg Bonnebaud Château de Bonnebaud                                 | Saint-Pierre-le-Chastel              | Burg                    |                                                                    |      |
| Schloss Bosredon Château de Bosredon                                | Volvic                               | Schloss                 |                                                                    |      |
| Burg Bostfranchet Château de Bostfranchet                           | Saillant                             | Burg                    | Ruine                                                              |      |
| Schloss Bourassol Château de Bourassol (Bourrassol)                 | Ménétrol                             | Schloss                 |                                                                    |      |
| Burg Busséol Château de Busséol                                     | Busséol                              | Burg                    | Heute ein Museum                                                   |      |
| Schloss La Canière Château de la Canière                            | Thuret                               | Schloss                 |                                                                    |      |
| Schloss Les Capponi Château des Capponi (Château de Combronde)      | Combronde                            | Schloss                 | Gebaut von der Familie Capponi                                     |      |
| Schloss Chadieu Château de Chadieu                                  | Authezat                             | Schloss                 |                                                                    |      |
| Schloss Chalendrat Château de Chalendrat                            | Mirefleurs                           | Schloss                 |                                                                    |      |
| Burg Chalus Château de Chalus                                       | Chalus                               | Burg                    | Ruine                                                              |      |
| Schloss Champrobet Château de Champrobet                            | Saint-Clément-de-Régnat              | Schloss                 |                                                                    |      |
| Burg Les Champs Château des Champs                                  | Thiers                               | Burg                    |                                                                    |      |
| Schloss Chantelauze Château de Chantelauze                          | Olliergues                           | Schloss                 |                                                                    |      |
| Schloss La Chassaigne Château de la Chassaigne                      | Thiers                               | Schloss                 |                                                                    |      |
| Burg Château-Dauphin Château-Dauphin                                | Pontgibaud                           | Burg                    |                                                                    |      |
| Burg Châteaugay Château de Châteaugay                               | Châteaugay                           | Burg                    | In Teilen erhalten                                                 |      |
| Burg Châteldon Château de Châteldon                                 | Châteldon                            | Burg                    |                                                                    |      |
| Schloss La Chaux-Montgros Château de La Chaux-Montgros              | Sallèdes                             | Schloss                 |                                                                    |      |
| Schloss Chazeron Château de Chazeron                                | Loubeyrat                            | Schloss                 |                                                                    |      |
| Schloss Le Chéry Château du Chéry                                   | Le Vernet-Chaméane                   | Schloss                 |                                                                    |      |
| Schloss Cocu Château Cocu                                           | Auzat-la-Combelle                    | Schloss                 | Ruine                                                              |      |
| Schloss Les Combes Château des Combes                               | Orcet                                | Schloss                 |                                                                    |      |
| Herrenhaus Combronde Maison Combronde                               | Combronde                            | Schloss (Herrenhaus)    |                                                                    |      |
| Schloss Contournât Château de Contournât                            | Saint-Julien-de-Coppel               | Schloss                 |                                                                    |      |
| Schloss Coppel Château de Coppel                                    | Saint-Julien-de-Coppel               | Schloss                 |                                                                    |      |
| Schloss Cordès Château de Cordès                                    | Orcival                              | Schloss                 |                                                                    |      |
| Schloss La Côte Château de la Côte                                  | Orcet                                | Schloss                 |                                                                    |      |
| Schloss Cournon Château de Cournon                                  | Cournon-d’Auvergne                   | Schloss                 | Aktuell das Rathaus                                                |      |
| Schloss Le Cros Perdrigeon Château du Cros Perdrigeon               | Thiers                               | château                 |                                                                    |      |
| Schloss Crouzol Château de Crouzol                                  | Volvic                               | Schloss                 |                                                                    |      |
| Burg Cunlhat Motte castrale de Cunlhat                              | Cunlhat                              | Burg (Motte)            | Abgegangene Erd-/Turmhügelburg, zwei weitere in Chalard und Ramia  |      |
| Schloss Davayat Château de Davayat                                  | Davayat                              | Schloss (Herrenhaus)    |                                                                    |      |
| Schloss Durtol Château de Durtol                                    | Durtol                               | Schloss                 | Adresse: 42 Avenue de la Paix                                      |      |
| Schloss Effiat Château d'Effiat                                     | Effiat                               | Schloss                 |                                                                    |      |
| Schloss Féligonde Château de Féligonde                              | Sayat                                | Schloss                 |                                                                    |      |
| Schloss Fontenille Château de Fontenille                            | Lezoux                               | Schloss                 |                                                                    |      |
| Schloss Franc-Séjour Château de Franc-Séjour                        | Thiers                               | Schloss (Festes Haus)   |                                                                    |      |
| Schloss Gondole Château de Gondole                                  | Le Cendre                            | Schloss                 |                                                                    |      |
| Schloss Hauterive Château d'Hauterive                               | Issoire                              | Schloss                 |                                                                    |      |
| Burg Les Horts Château des Horts                                    | Thiers                               | Burg                    |                                                                    |      |
| Burg Lezoux Château de Lezoux                                       | Lezoux                               | Burg (Stadtbefestigung) | Nur ein Turm mit geringen Mauerresten ist übrig                    |      |
| Schloss Lignat Château de Lignat                                    | Lussat                               | Schloss                 | Ruine mit zwei Türmen und Brücke                                   |      |
| Schloss Ligones Château de Ligones                                  | Lezoux                               | Schloss                 |                                                                    |      |
| Schloss Lourse Château de Lourse (Domaine de Lourse)                | Joze                                 | Schloss (Herrenhaus)    |                                                                    |      |
| Schloss Malauzat Château de Malauzat                                | Malauzat                             | Schloss                 |                                                                    |      |
| Schloss La Mallarée Château de La Mallarée                          | Cébazat                              | Schloss                 |                                                                    |      |
| Herrenhaus La Manantie Manoir de la Manantie                        | Lezoux                               | Schloss (Herrenhaus)    |                                                                    |      |
| Schloss Le Marand Château du Marand                                 | Saint-Amant-Tallende                 | Schloss                 |                                                                    |      |
| Burg Le Marchidial Château du Marchidial                            | Champeix                             | Burg                    | Ruine                                                              |      |
| Schloss Les Martinanches Château des Martinanches                   | Saint-Dier-d’Auvergne                | Schloss                 |                                                                    |      |
| Schloss Maupertuis Château de Maupertuis                            | Riom                                 | Schloss                 |                                                                    |      |
| Burg Mauzun Château de Mauzun                                       | Mauzun                               | Burg                    | Ruine                                                              |      |
| Schloss Mezel Château de Mezel                                      | Mur-sur-Allier                       | Schloss                 | Im Ortsteil Mezel                                                  |      |
| Schloss Mirabel Château de Mirabel                                  | Riom                                 | Schloss                 |                                                                    |      |
| Burg Mirefleurs Château de Mirefleurs                               | Mirefleurs                           | Burg                    |                                                                    |      |
| Schloss Mons Château de Mons                                        | Arlanc                               | Schloss                 |                                                                    |      |
| Schloss Montboissier Château de Montboissier                        | Saint-Germain-l’Herm                 | Schloss                 | Ferienwohnungen                                                    |      |
| Schloss Montfort Château de Montfort                                | Le Vernet-Chaméane                   | Schloss                 |                                                                    |      |
| Burg Montguerlhe Château de Montguerlhe                             | Sainte-Agathe                        | Burg                    | Ruine                                                              |      |
| Schloss Montlosier Château de Montlosier                            | Aydat                                | Schloss                 |                                                                    |      |
| Burg Montmorin Château de Montmorin                                 | Montmorin                            | Burg                    | Ruine                                                              |      |
| Burg Montpeyroux Château de Montpeyroux                             | Montpeyroux                          | Burg (Turm)             | Nur der Donjon ist übrig                                           |      |
| Schloss Montredon Château de Montredon                              | Aydat                                | Schloss                 | Ruine                                                              |      |
| Schloss Montrognon Château de Montrognon                            | Ceyrat                               | Schloss                 | Ruine                                                              |      |
| Schloss Montsablé Château de Montsablé                              | Lezoux                               | Schloss                 |                                                                    |      |
| Schloss Montséjour Château de Montséjour                            | Le Cendre                            | Schloss                 | 1960 abgerissen                                                    |      |
| Burg Murol Château de Murol                                         | Murol                                | Burg                    | Ruine                                                              |      |
| Schloss Murol Château de Murol                                      | Saint-Amant-Tallende                 | Schloss                 | Eigentum der Familie Giscard d’Estaing                             |      |
| Schloss Nonette Château de Nonette                                  | Nonette-Orsonnette                   | Schloss                 | Ruine                                                              |      |
| Schloss Opme Château d'Opme                                         | Romagnat                             | Schloss                 |                                                                    |      |
| Schloss L’Oradou Château de l'Oradou                                | Clermont-Ferrand                     | Schloss                 | 1985 abgerissen                                                    |      |
| Schloss Parentignat Château de Parentignat                          | Parentignat                          | Schloss                 |                                                                    |      |
| Schloss Péchaud Château de Péchaud (de Péchot)                      | Aulhat-Flat                          | Schloss                 | Im Ortsteil Aulhat-Saint-Privat                                    |      |
| Schloss Pinon Château de Pinon                                      | Thiers                               | Schloss                 |                                                                    |      |
| Schloss Pionsat Château de Pionsat                                  | Pionsat                              | Schloss                 |                                                                    |      |
| Schloss Le Pirou Château du Pirou (Hôtel du Charriol)               | Thiers                               | Schloss                 |                                                                    |      |
| Schloss Polagnat Château de Polagnat                                | Saint-Bonnet-près-Orcival            | Schloss                 |                                                                    |      |
| Schloss Pont-du-Château Château de Pont-du-Château                  | Pont-du-Château                      | Schloss                 | Heute das Rathaus (Mairie)                                         |      |
| Schloss Pontlière Château de Pontlière                              | Maringues                            | Schloss                 |                                                                    |      |
| Schloss Portabéraud Château de Portabéraud                          | Mozac                                | Schloss                 |                                                                    |      |
| Schloss Le Pradal Château du Pradal                                 | Mur-sur-Allier                       | Schloss                 | Im Ortsteil Mezel                                                  |      |
| Schloss La Prade Château de la Prade                                | Cébazat                              | Schloss                 |                                                                    |      |
| Schloss La Prugne Château de la Prugne                              | Romagnat                             | Schloss                 |                                                                    |      |
| Schloss Les Quayres Château des Quayres                             | Laps                                 | Schloss                 |                                                                    |      |
| Schloss Rabanesse Château de Rabanesse                              | Clermont-Ferrand                     | Schloss                 |                                                                    |      |
| Schloss Randan Château de Randan                                    | Randan                               | Schloss                 | Ruine                                                              |      |
| Burg Ravel Château de Ravel                                         | Ravel                                | Burg                    |                                                                    |      |
| Schloss Les Raynauds Château des Raynauds                           | Teilhède                             | Schloss                 |                                                                    |      |
| Schloss La Reynerie Château de la Reynerie                          | Le Vernet-Chaméane                   | Schloss                 |                                                                    |      |
| Schloss La Ribeyre Château de la Ribeyre                            | Cournon-d’Auvergne                   | Schloss                 |                                                                    |      |
| Burg La Roche Château de la Roche                                   | Chaptuzat                            | Burg                    |                                                                    |      |
| Burg Rocher Château-Rocher                                          | Saint-Rémy-de-Blot                   | Burg                    | Ruine einer Höhenburg                                              |      |
| Schloss Rousselon Château de Rousselon                              | Thiers                               | Schloss                 |                                                                    |      |
| Schloss Saint Bonnet Château de Saint Bonnet                        | Saint-Bonnet-lès-Allier              | Schloss                 |                                                                    |      |
| Burg Saint-Floret Château de Saint-Floret                           | Saint-Floret                         | Burg                    | Ruine                                                              |      |
| Schloss Saint-Genès-l'Enfant Château de Saint-Genès-l'Enfant        | Malauzat                             | Schloss                 |                                                                    |      |
| Burg Saint-Santurnin Château de Saint-Saturnin                      | Saint-Saturnin                       | Burg                    |                                                                    |      |
| Schloss Saint-Vincent Château de Saint-Vincent (Château de Blanzat) | Blanzat                              | Schloss                 |                                                                    |      |
| Schloss Sampigny Château de Sampigny                                | Gerzat                               | Schloss                 |                                                                    |      |
| Schloss Sarcenat Château de Sarcenat                                | Orcines                              | Schloss                 |                                                                    |      |
| Schloss Sarlièves Château de Sarlièves                              | Cournon-d’Auvergne                   | Schloss                 |                                                                    |      |
| Schloss Saulnat Château de Saulnat                                  | Chambaron sur Morge                  | Schloss                 | Im Ortsteil Cellule                                                |      |
| Burg La Sauvetat Donjon de La Sauvetat                              | La Sauvetat                          | Burg (Turm)             | Ruine                                                              |      |
| Schloss La Suchère Château de la Suchère                            | Aulhat-Flat                          | Schloss                 | Im Ortsteil Aulhat-Saint-Privat, teilweise abgerissen              |      |
| Schloss Tallende Château de Tallende                                | Saint-Amant-Tallende                 | Schloss                 |                                                                    |      |
| Schloss Teilhet                                                     | Marat                                | Schloss                 |                                                                    |      |
| Schloss Terrol Château de Terrol                                    | Cunlhat                              | Schloss                 |                                                                    |      |
| Schloss Theix Château de Theix                                      | Saint-Genès-Champanelle              | Schloss                 | Ferienwohnungen                                                    |      |
| Burg Thiers Château de Thiers                                       | Thiers                               | Burg (Stadtbefestigung) | Mehrere Türme der mittelalterlichen Stadtbefestigung sind erhalten |      |
| Burg Thuret Château de Thuret                                       | Thuret                               | Burg                    | Ruine                                                              |      |
| Burg Tournoël Château de Tournoël                                   | Volvic                               | Burg                    | Ruine                                                              |      |
| Schloss Turluron Château de Turluron                                | Billom                               | Schloss                 | Ruine                                                              |      |
| Burg Usson Château d'Usson                                          | Usson                                | Burg (Befestigungen)    | Noch Reste erhalten                                                |      |
| Burg Vareilles Château de Vareilles                                 | Saint-Bonnet-près-Orcival            | Burg                    | Ruine, im Ortsteil Vareilles                                       |      |
| Schloss La Varenne Château de la Varenne                            | Thiers                               | Schloss                 |                                                                    |      |
| Schloss Varvasse Château de Varvasse                                | Chanonat                             | Schloss                 |                                                                    |      |
| Schloss Le Verdier Château du Verdier                               | Cunlhat                              | Schloss                 |                                                                    |      |
| Schloss Les Vergnes Château des Vergnes                             | Clermont-Ferrand                     | Schloss                 |                                                                    |      |
| Herrenhaus Veygoux Manoir de Veygoux                                | Charbonnières-les-Varennes           | Schloss (Herrenhaus)    |                                                                    |      |
| Schloss La Vilatelle Château de la Vilatelle                        | Saint-Gervais-d’Auvergne             | Schloss                 | Ruine                                                              |      |
| Schloss Villemont Château de Villemont                              | Vensat                               | Schloss                 | Teilweise Ruine                                                    |      |
| Schloss Villeneuve-Lembron Château de Villeneuve-Lembron            | Saint-Germain-Lembron                | Schloss                 |                                                                    |      |
| Schloss Vinzelles Château de Vinzelles                              | Volvic                               | Schloss                 |                                                                    |      |
| Burg Viverols Château de Viverols                                   | Viverols                             | Burg                    | Ruine                                                              |      |
| Schloss Le Vivet Château du Vivet                                   | Volvic                               | Schloss                 |                                                                    |      |
| Burg Voissieux Château de Voissieux (Château de Polignat)           | Saint-Bonnet-près-Orcival            | Burg                    |                                                                    |      |
| Schloss Vollore Château de Vollore                                  | Vollore-Ville                        | Schloss                 |                                                                    |      |